# 济南莱芜公共汽车公司

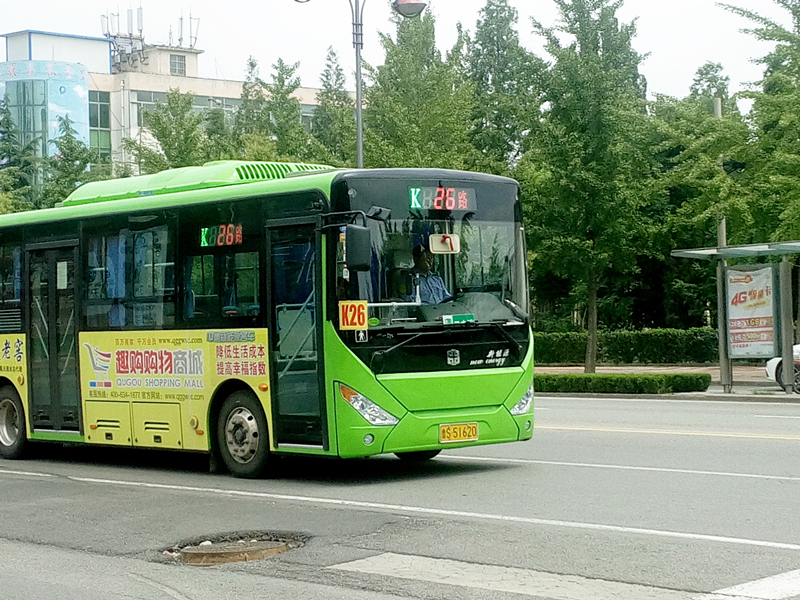
莱芜K26路公交车

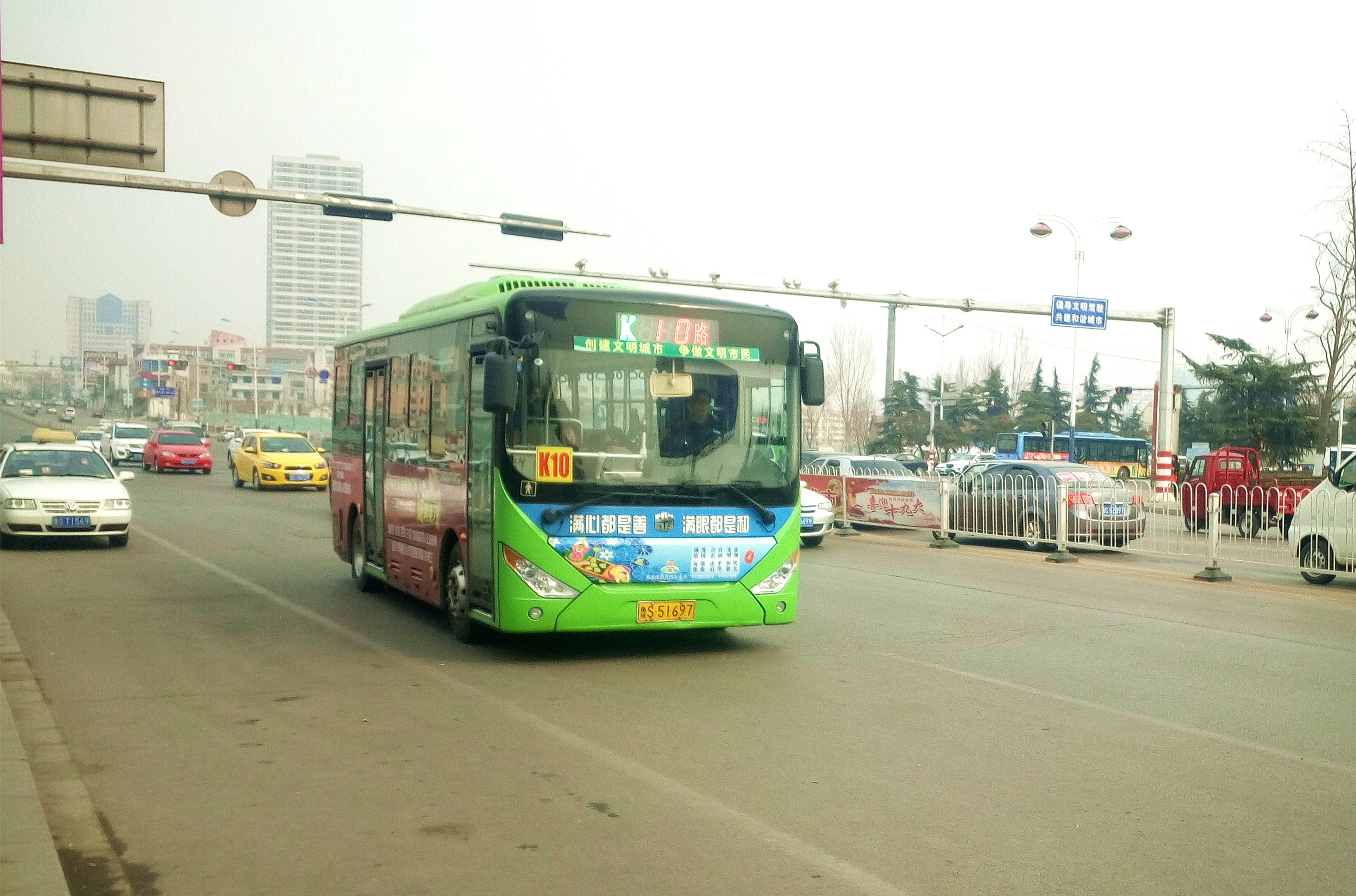
莱芜公交k10路

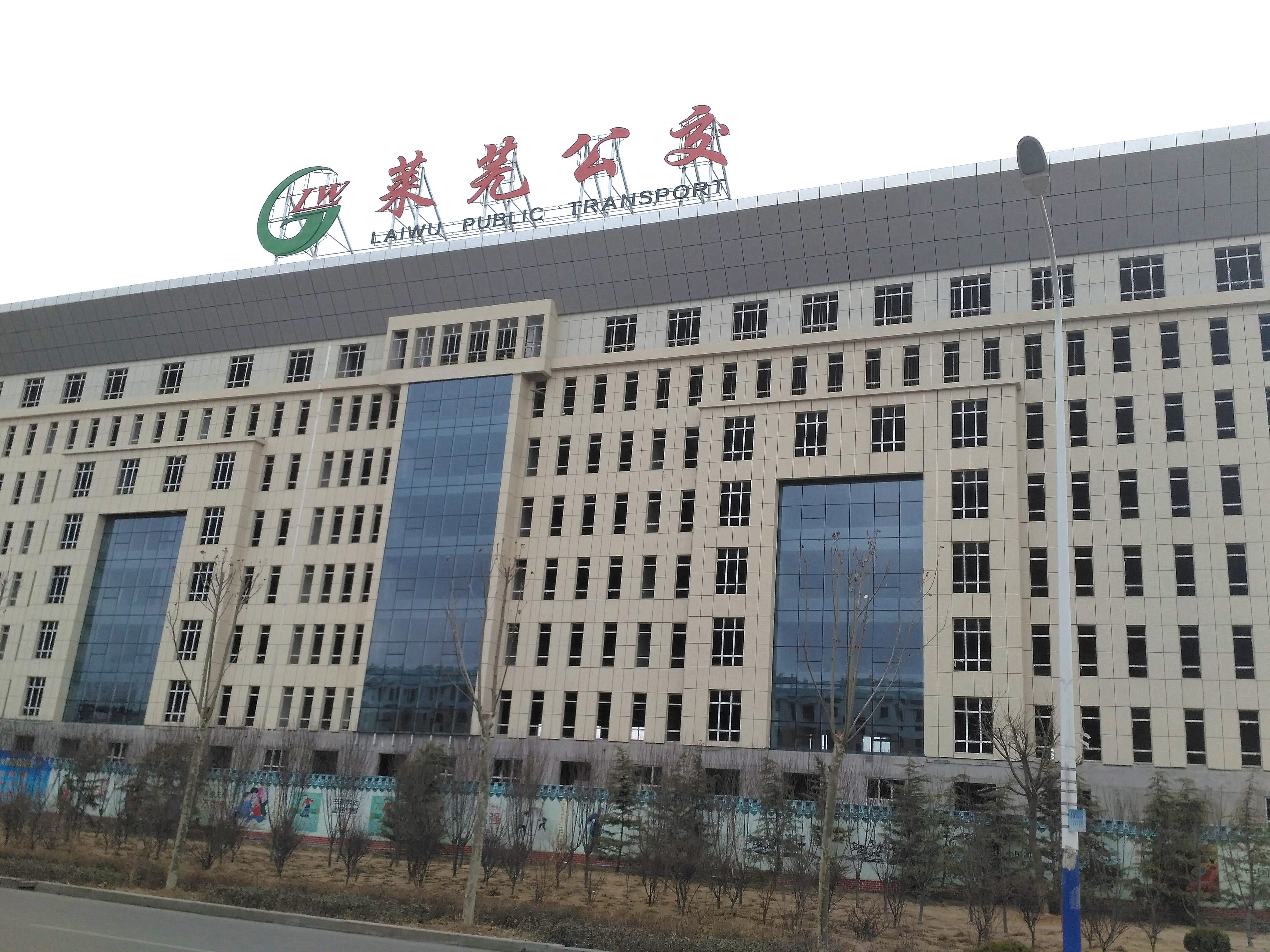
莱芜公交大厦

济南莱芜公共汽车公司，簡稱莱芜公交（英語：Laiwu Public Transport Company），1972年成立。原名莱芜市公共汽车公司，现是承担山东省济南市莱芜区境内城市公共交通事业工作的主要企业，是济南市莱芜区唯一具有跨行政区域经营城市公交资质的企业。

## 历史
1972年，莱芜公共汽车公司组建。1989年10月，莱芜开始在市区开通环城公交车，当年购买公交车6辆。
1993年，市区有公交线路2条，公交车36辆，全年客运量293万人次，营业收入268万元。
1996年，投资60余万元，更新公交车10辆，开通一中至芳馨园3路公交线路。1997年，投资110万元，新购公交车4辆，将3路环城线向南端拓展，形成从铁厂路至花园学校的3路公共汽车专线。1999年， 新购公交车14辆，开通6路、7路公共线，将3路公共汽车的终点站延伸到莲河小区。
2000年，投资300万元，购置公交车31辆，新开通4路、8路、5路公交线，调整2路、7路公交线，在莱城主次干道修建候车亭61座。调整公交票价，实行市内公交车票一票制。
2001年，新开5路公交线，调整2路、7路、8路3条公交线，实行公交车无人售票。2002年，投资100万元，新购12台中巴车，调整2路、3路、4路、7路、8路公交线，扩大公交服务半径。
2003年10月1日，公交线路全部推行电子月票IC卡。2003年，市区有公交线路8条，公交车105辆，停车站点256个，年客运量800万人次，营业收入600万元。
2004年，购置车辆17辆，调整5路公交线路，新增站点4个，年客运量达到1000万人次。
2005年，购置车辆15辆，调整延伸6路公交线路，新增站点6个，市区总公交线路达到8条、公交站点266个，年客运量1390万人次，营运收入1100万元。

## 车队及运营路线
莱芜公交公司现有明确路线45条左右，共分为5个车队管理。

### 标准线路

#### 鲁中车队
车队驻地：山东省济南市莱芜区鲁中西大街与凤翔路路口（北坦社区服务中心对面）。
该车队主要负责市区大运量经典线路和由红石公园或车队驻地直接发车的远距离公交线路。
| 路线名称 | 路线走向                    |
| -------- | --------------------------- |
| K1       | 泰钢宿舍 ⇌ 郭家沟文化生态园 |
| K8       | 望海华城 ⇌ 莱芜市委党校     |
| 20       | 泰钢宿舍 ⇌ 万福山景区       |
| 21       | 公交鲁中车队 ⇌ 李陈庄       |
| 22       | 泰钢宿舍 ⇌ 世纪城东门       |
| 61       | 红石公园 ⇌ 野店             |
| 62       | 红石公园 ⇌ 后坡             |
| 63       | 红石公园 ⇌ 张家庄           |
| 64       | 红石公园 ⇌ 上亓峪           |
| 65       | 红石公园 ⇌ 五龙             |
| 66       | 劝礼 ⇌ 高庄街道办           |
| 67       | 红石公园 ⇌ 徐家峪           |
| 68       | 公交鲁中车队 ⇌ 石湾子村     |
| 69       | 红石公园 ⇌ 田家林村         |
| 75       | 红石公园 ⇌ 亓官庄           |
| 76       | 红石公园 ⇌ 青杨行           |
| 77       | 红石公园 ⇌ 大陡沟           |
| 91       | 红石公园 ⇌ 瓜皮岭子         |
| 92       | 公交鲁中车队 ⇌ 沈家庄       |

#### 嬴城车队
车队驻地：莱芜市公交枢纽（莱芜区香舍花都对面）。
该车队主要负责途径或始发公交枢纽的部分线路。
| 路线名称 | 路线走向                    |
| -------- | --------------------------- |
| K2       | 豪德城 ⇌ 万泰电气公司       |
| 3        | 姚家岭 ⇌ 公交枢纽           |
| K4       | 公交枢纽 ⇌ 秦家洼           |
| 7        | 公交枢纽 ⇌ 孟家庄           |
| 101      | 公交枢纽 ⇌ 职业技术学院     |
| K27      | 五矿浦江水岸 ⇌ 隆福星河城东 |

#### 胜利车队
车队驻地：莱芜公交枢纽（莱芜区香舍花都对面）
该车队主要负责由公交枢纽发车的部分线路。
| 路线名称 | 路线走向                    |
| -------- | --------------------------- |
| K5       | 公交枢纽 ⇌泰山阳光电器      |
| K10      | 公交枢纽 ⇌ 新矿莱芜中心医院 |
| K12      | 公交枢纽 ⇌ 墨埠             |
| K19      | 公交枢纽 ⇌ 北梨沟           |

#### 口镇车队
车队驻地：济南市莱芜区北部新城口镇公交新场站（圣龙印务附近）
该车队主要负责口镇线路，多由圣龙印务发车。
| 路线名称 | 路线走向                    |
| -------- | --------------------------- |
| 6        | 公交驾校 ⇌ 凤城酒业         |
| K17      | 凤城街百货中心 ⇌ 北江水村北 |
| K18      | 小故事社区 ⇌ 许家洼         |
| K26      | 圣龙印务 ⇌ 汶水源社区       |
| 30（试） | 公交驾校 ⇌ 滨河花园         |
| 70       | 圣龙印务 ⇌ 金城小学         |
| 71       | 圣龙印务 ⇌ 山口             |
| 72       | 圣龙印务 ⇌ 康陈村           |
| 74       | 圣龙印务 ⇌ 灰堆             |
| 78       | 圣龙印务 ⇌ 野槐峪           |
| 79       | 圣龙印务 ⇌ 崔家庄南         |
| 80       | 圣龙印务 ⇌ 横山口           |
| 81       | 圣龙印务 ⇌ 龙马庄村         |

#### 方下车队
车队驻地：济南市莱芜区莱芜农高区方下镇方下派出所对面公交驻地
该车队主要负责莱芜农高区线路。
| 路线名称 | 路线走向                  |
| -------- | ------------------------- |
| K9       | 公清社区 ⇌ 莱芜战役纪念馆 |
| K16      | 方下镇政府 ⇌ 火车站       |

### 定制公交
| 路线名称      | 路线走向                  |
| ------------- | ------------------------- |
| 定制公交1号线 | 公交枢纽 ⇌ 莱芜区政府     |
| 定制公交2号线 | 山东优士达公司 ⇌ 汶阳花园 |

### 大站快车
仅停靠客流量大的站点。除K18路大站快车外其他线路周末和法定节假日不运行。不享受免费乘车与优惠乘车待遇。
| 路线名称      | 路线走向                    |
| ------------- | --------------------------- |
| K1路大站快车  | 公共汽车公司 ⇌ 滨河小学     |
| K8路大站快车  | 公共汽车公司 ⇌ 滨河花苑北门 |
| 101路大站快车 | 公交枢纽 ⇌ 职业技术学院     |
| K18路大站快车 | 许家洼 ⇌ 小故事社区         |

## 车型

### 天然气巴士
- LCK6106PHENV（中通CNG混动、LNG混动）
- LCK6126PHENV（中通CNG混动）
- DD6129S61（黄海CNG）
- XMQ6106AGN5（大金龙LNG）

### 纯电动巴士
- LCK6809EVG6（中通纯电动）
- LCK6668EVG（中通纯电动）
- TEG6820EVG1（南车纯电动）
- LCK6809EVG（中通纯电动）
- CKZ6650N（恒通纯电动）

### 柴油巴士
- ZK6108HGC（宇通）
- BJ6105C6MHB（福田）

## 票制票价

### 现金票价
- 济南市莱芜区区内城市公交价格由济南市物价局或莱芜区物价局制定。

1. 无人售票一票制(短线)：投币1.00元/人次；[9]
2. 无人售票一票制(长线)：投币2.00元/人次；[9]

- 城乡公交（6X路、7X路、8X路）公交价格由济南市物价局或莱芜区物价局核定。

1. 普通公交：投币3.00元/人次；[9]

- 定制公交：投币2.00元/人次。
- 持济南公交CPU卡在莱芜区乘车不享受优惠，按现金票价收费。[10]

### 一般优惠
一般乘客使用莱芜公共交通一卡通普通卡刷卡乘车，可享受现金票价优惠。
- 乘坐莱芜区区内大运量线路K1、K5、K8路享受8折优惠。其他市区线路9折。
- 定制公交9折。
- 城乡公交不优惠，按原价3元。

### 学生优惠
16周岁以下在校学生持莱芜公共交通一卡通学生卡享受学生优惠。每年暑假期间年审。
- 莱芜区普通线路和K1、K5、K8、K10、K12、K17路享受半价优惠，其余线路9折优惠。
- 城乡公交不优惠，原价3元。定制公交不优惠。

### 免费
济南市莱芜区与钢城区60周岁以上老年人办理老年卡免费乘车，在莱芜区居住的外地老年人同等待遇。
莱芜区与钢城区内所有基本公交线路享受免费乘车待遇。定制公交、大站快车不享受免费乘车。每年需年审，一人一卡不可转让。

## 姊妹公司
- 济南市莱芜公交驾驶员培训有限公司[13]
- 济南市莱芜公交国际旅行社有限公司
- 济南市莱芜公交旅游客运有限公司
- 济南市莱芜公交校车有限公司

## 事故
- 2013年7月，一名骑自行车的中年男子与莱芜公交发生碰撞事故，造成骑车男子被碾压死亡。[14]
- 2014年3月28日16时50分，莱芜公交公司所属的一辆载有23名学生的公交车，行驶至莱芜区高庄街道办事处沙岭子村北时，翻入路边河沟，造成18名学生不同程度受伤。[15]